# Nullamia fuegoensis
Nullamia fuegoensis är en insektsart som beskrevs av Delong 1970. Nullamia fuegoensis ingår i släktet Nullamia och familjen dvärgstritar. Inga underarter finns listade i Catalogue of Life.